# Agapetes

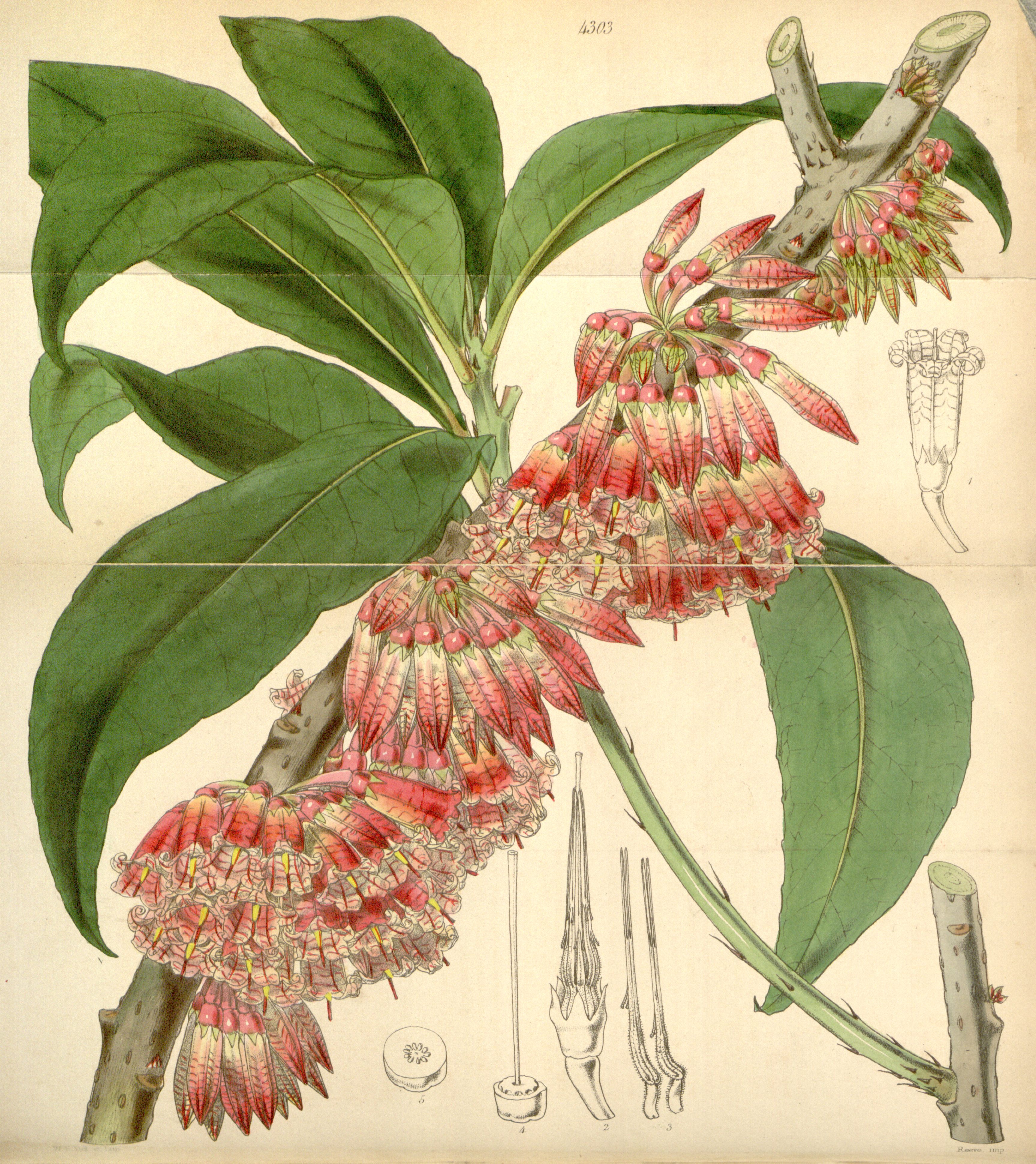
Ilustrace Agapetes variegata z roku 1847

Agapetes (Agapetes), česky též agapetka nebo pětikřídlec, je rod rostlin z čeledi vřesovcovité. Jsou to převážně epifytické keře s jednoduchými listy a trubkovitými, většinou červenými a poměrně velkými květy. Plodem je bobule. Rod zahrnuje asi 116 druhů a je rozšířen v Asii od Nepálu a Číny po Malajský poloostrov. Některé druhy, rostoucí zejména na Nové Guineji, ostrovech jihovýchodní Asie a severovýchodní Austrálii, byly přeřazeny do rodu Paphia.

## Popis
Agapetesy jsou stálezelené, často šplhavé keře, rostoucí jako epifyty, řidčeji i jako petrofyty na skalách a výjimečně jako terestrické (pozemní) stromy. Stonek je na bázi často ztlustlý. Listy jsou střídavé, téměř vstřícné nebo zdánlivě přeslenité, více či méně kožovité, krátce řapíkaté až téměř přisedlé, celokrajné nebo na okraji pilovité. lesklé, kožovité.
Květy jsou pětičetné, dužnaté a obvykle poměrně velké (1,5 až 6 cm dlouhé), uspořádané v úžlabních hroznech, chocholících či svazečcích nebo jednotlivé. Stopka květu je článkovaná, pod květem někdy rozšířená a tvořící číšku. Kalich je zakončený 5 laloky, někdy křídlatý nebo pětihranný, kališní trubka je částečně přirostlá k semeníku. Koruna je zpravidla červená, řidčeji bílá nebo žlutá. trubkovitá nebo výjimečně podlouhle baňkovitá, na vrcholu obvykle krátce pětilaločná. Tyčinek je 10 a jsou zhruba stejně dlouhé jako koruna. Semeník je spodní, členěný falešnými přehrádkami do 10 komůrek obsahujících mnoho vajíček. Blizna je drobná, uťatá až hlavatá. Plodem je dužnatá až téměř suchá bobule s vytrvalým kalichem, obsahující několik semen. Plody jsou zpravidla černé nebo purpurové.

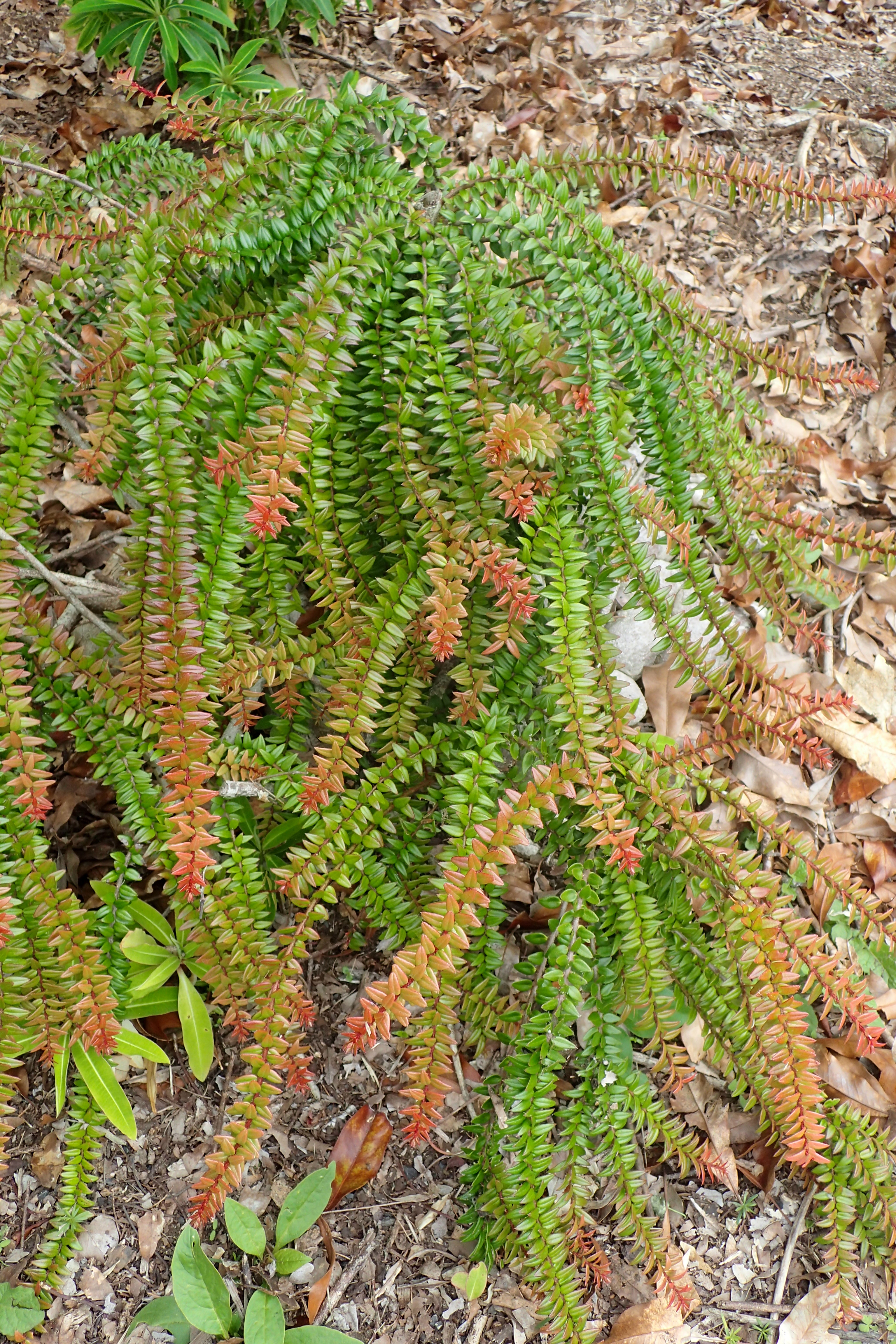
Agapetes hadovitý
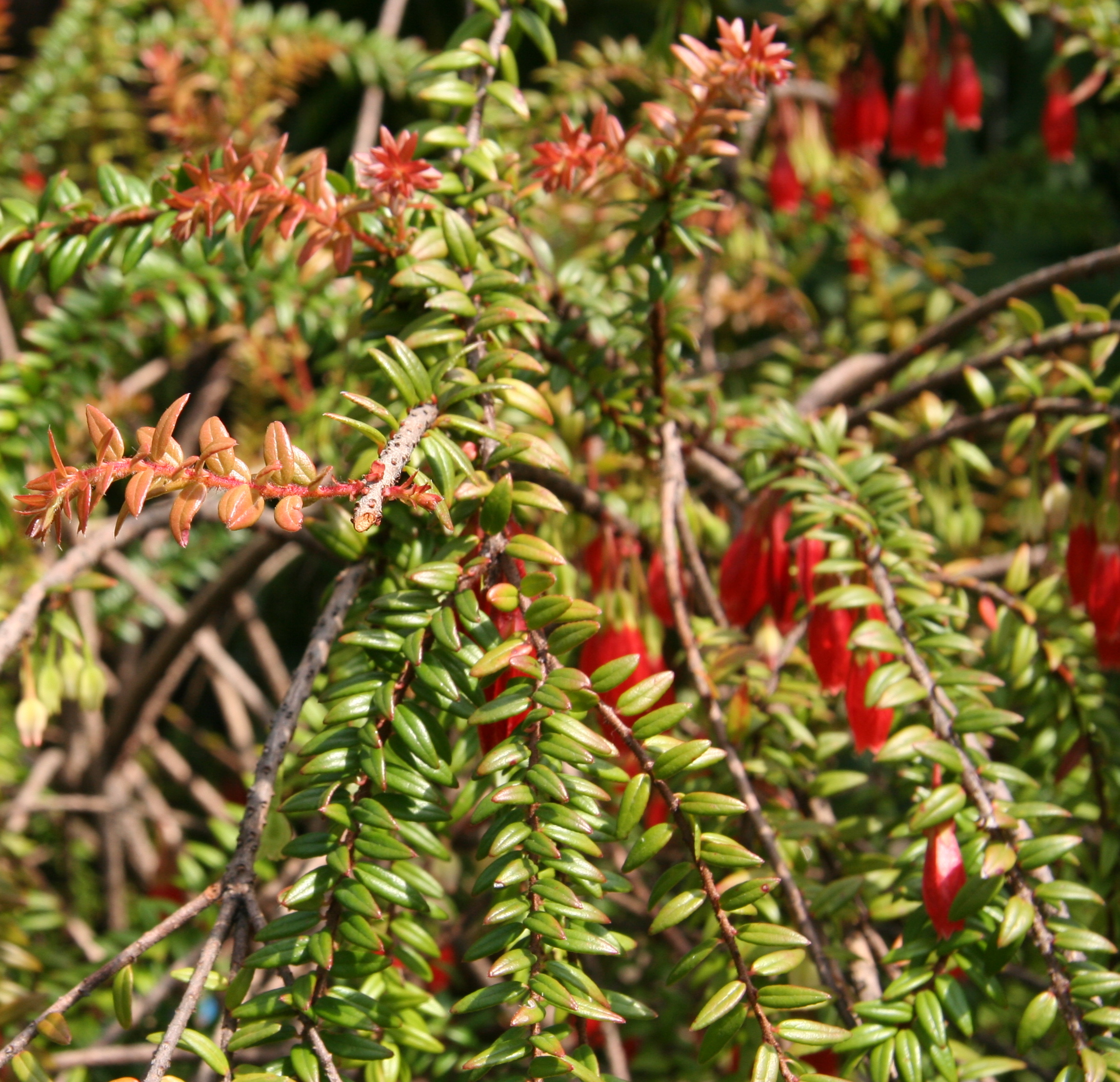
Kvetoucí agapetes hadovitý
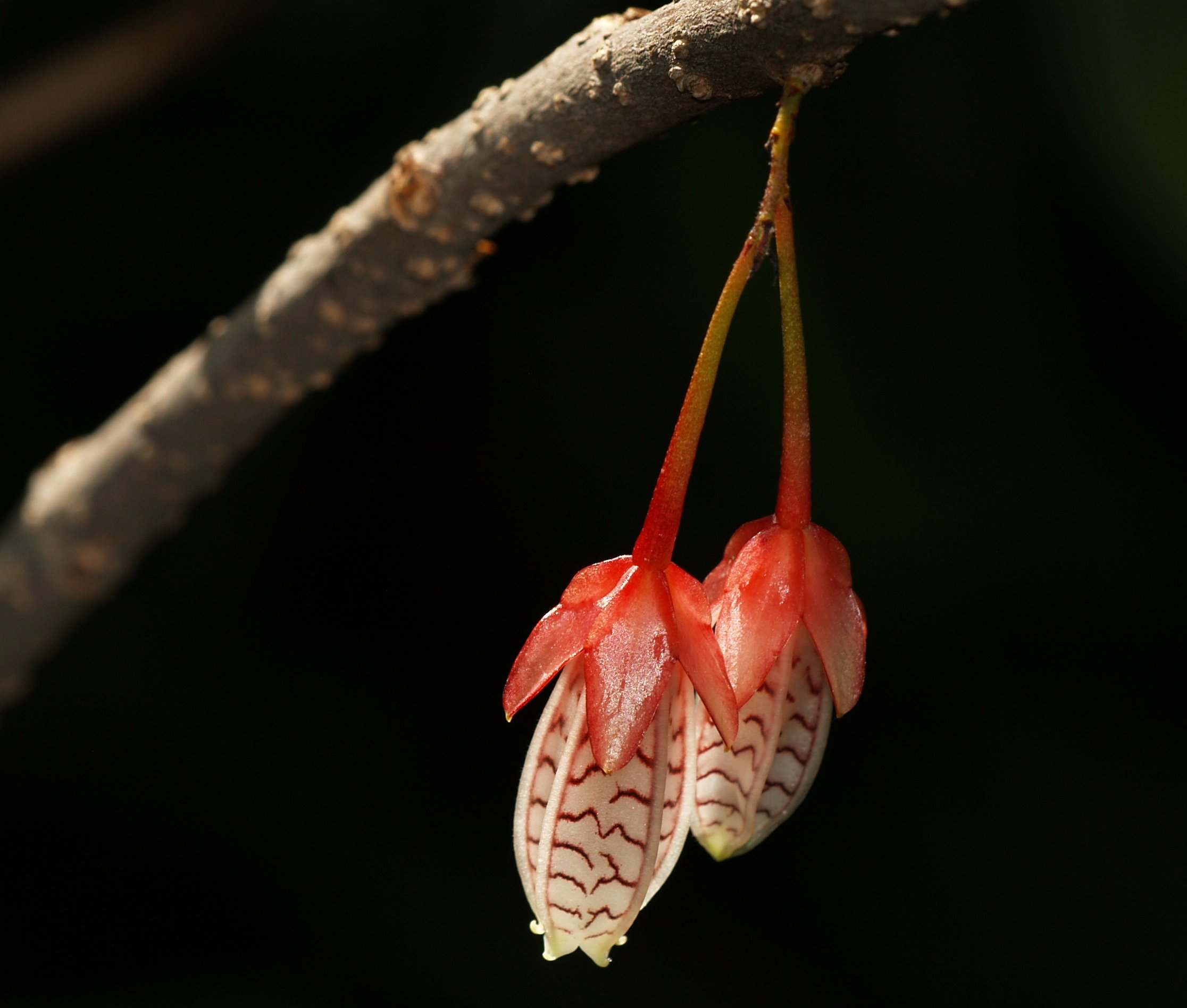
Květy Agapetes incurvata

## Rozšíření
Rod je rozšířen v kontinentální Asii od východního Himálaje, Tibetu a jihovýchodní Číny přes Indočínu po Malajský poloostrov. V některých zdrojích se uvádí i rozšíření na ostrovech jihovýchodní Asie, Nové Guineji, Nové Kaledonii a australském Queenslandu, tyto druhy však byly v rámci taxonomických úprav vesměs přeřazeny do rodu Paphia. Z Číny je uváděno 53 druhů, z toho 17 endemických. 
Agapetesy zpravidla rostou v horských tropických deštných lesích vyšších poloh, mlžných horských lesích, ve stálezelených lesích, v Číně a Tibetu i v dubových lesích. Patří obecně spíše mezi zřídka se vyskytující druhy.

## Taxonomie
Rod Agapetes je v rámci čeledi Ericaceae řazen do podčeledi Vaccinioideae a tribu Vaccinieae. Nejblíže příbuzným rodem je Vaccinium. Tento rod je ovšem podle výsledků fylogenetických studií silně parafyletický a v budoucnu proto celou skupinu čeká reorganizace. Řada druhů byla v roce 2004 přeřazena z rodu Agapetes do rodu Paphia.

## Název
Pro rod Agapetes se vžil český název pětikřídlec. Tento název je však zároveň používán pro tropické stromy rodu Dryobalanops (respektive dříve Shorea). Proto byl panem M. Studničkou z Botanické zahrady v Liberci doporučen český název agapetes. V komerční zahradnické sféře je občas používán i název agapetka.

## Zástupci
- agapetes hadovitý (Agapetes serpens)[1]

## Význam

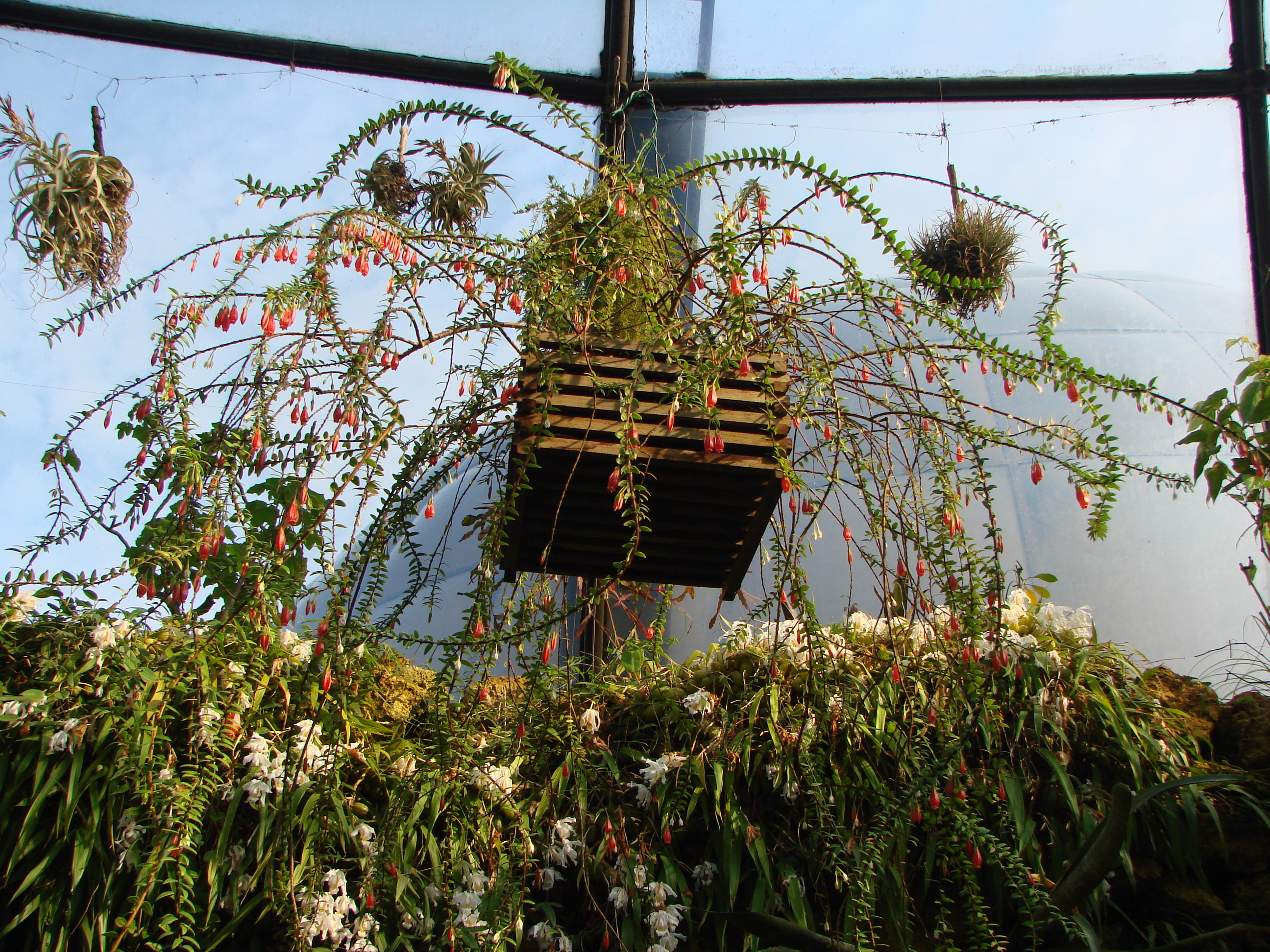
Agapetes hadovitý v botanické zahradě v Curychu

Agapetes hadovitý je občas pěstován ve sklenících botanických zahrad.